# Sant Jeroni (Montserrat)
Sant Jeroni és el cim culminant de la muntanya de Montserrat, amb una alçada de 1.236 metres. El cim de Sant Jeroni és a la confluència dels límits dels termes municipals del Bruc a l'Anoia i de Marganell i Monistrol de Montserrat al Bages.
Prop del cim hi havia una ermita (després reconvertida en restaurant), una capella (encara dempeus) i l'estació superior del Funicular Aeri de Sant Jeroni, avui tancat, al Mirador del Moro.

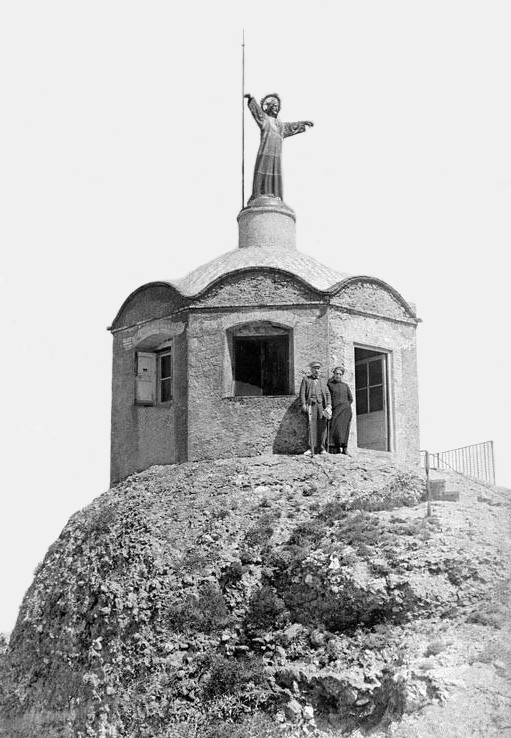
Mirador del cim de Sant Jeroni als anys 1920

Al cim podem trobar-hi un vèrtex geodèsic (referència 280115001)
És considerat el cim més alt (el "sostre") de les comarques del Bages i l'Anoia.
Aquest cim està inclòs al llistat dels 100 cims de la FEEC.

## Determinació de la longitud del metre
Aquest cim va formar part de la colla de vèrtexs on es van prendre dades i s'hi van fer triangulacions, a finals del Segle XVIII, per mesurar amb precisió el meridià tetrrestre que passa per Dunkerque, París i Barcelona. El senyal per triangular es va bastir enmig de la porta de la capella. Això va permetre determinar la longitud del metre.

## Accés
Cal deixar el cotxe al Monestir de Montserrat i enfilar fins a la Plaça de Santa Anna per les escales dels Pobres i el Pas dels Francesos, seguint l'itinerari del Cavall Bernat. A la cruïlla de la plaça, seguim recte pel Camí Vell de Sant Jeroni fins a la característica Panxa del Bisbe. Arribats a aquest punt, ja haurem pujat més de 500 esglaons. Baixem al Pla dels Ocells i seguim recte pel camí principal, deixant els trencalls que surten a dreta i esquerra (senyalitzat). Entrem al frondós bosc del Torrent de Santa Maria i avancem ignorant els corriols que surten a la dreta vers al Cavall Bernat i El Cap de Mort. Arribarem a la confluència amb el camí Nou de Sant Jeroni (pavimentat), que puja des de les Gorres. Seguim pujant pel camí principal amb algun tram d'escales, fins a l'ermita de Sant Jeroni. En aquest punt el camí fa un tomb a l'esquerra i, finalment, gira a la dreta en direcció nord. Arribem al cim de Sant Jeroni després d'una pujada forta amb escales i barana. Tornem al vehicle pel mateix camí.